# Wülknitz
Wülknitz è un comune di 1.765 abitanti della Sassonia, in Germania.
Appartiene al circondario (Landkreis) di Meißen (targa MEI) ed è parte della comunità amministrativa (Verwaltungsgemeinschaft) di Röderaue-Wülknitz.